# Rodolfo Guillén
Rodolfo Alejo Guillén Jara (Capiatá, Departamento Central, 25 de julio de 1986) es un futbolista paraguayo. Juega de defensa y su actual equipo es el Club Olimpia de Itá de la División Intermedia de Paraguay.

## Clubes
| Club                          | País     | Año           |
| ----------------------------- | -------- | ------------- |
| 12 de Octubre                 | Paraguay | 2006 - 2008   |
| Cobreloa                      | Chile    | 2009          |
| Sport Colombia                | Paraguay | 2010          |
| Independiente de Campo Grande | Paraguay | 2011          |
| Sportivo San Lorenzo          | Paraguay | 2012          |
| Fernando de la Mora           | Paraguay | 2013          |
| Sportivo Carapegua            | Paraguay | 2014          |
| Olimpia de Itá                | Paraguay | 2015-presente |

Caacupé Football Club (2017)
Club General Martín Ledesma (2018)
Club Tacuary (2019) 
Club General Martín Ledesma (2021)

### Participaciones en Copas nacionales
| Copa               | País     | Resultado     | Partidos | Goles |
| ------------------ | -------- | ------------- | -------- | ----- |
| Copa Paraguay 2018 | Paraguay | Por confirmar | 0        | 0     |